# Деблово
Деблово (пол. Dębłowo) — село в Польше. Расположено на территории гмины Мелешин Гнезненского повета Великопольского воеводства.

## География
Село находится примерно в 6 км к юго-востоку от Мел-Шина (штаб-квартира гмина), в 10 км к северу от Гнезно (штаб-квартира повета) и в 49 км к северо-востоку от Познани (региональная столица).

## История
С 1975 по 1998 год деревня входила в состав Познанского воеводства.
С 1999 года Деблово находится в составе Великопольского воеводства.